# Красна
Красна (рум. Crasna, венг. Kraszna) — река в северо-западной Румынии и северо-восточной Венгрии. Приток реки Тиса. Длина реки — 193 км.
Начинается в Трансильвании, Румыния, возле деревни Красна. Река протекает по Сэлаж, Сату-Маре в Румынии и по Сабольч-Сатмар-Берег в Венгрии, где и впадает в Тису около Вашарошнаменя. На реке Красна расположены Шимлеу-Силванией, Надьечед и Матесалька.
Притоками реки являются такие реки, как Красна-Веке и Апориглет.